# Jack Hemingway
Jack Hemingway, właśc. John Hadley Nicanor Hemingway (ur. 10 października 1923 w Toronto, zm. 1 grudnia 2000) – amerykański pisarz i wojskowy. Syn Ernesta.

## Życiorys

### Wczesne lata
Urodził się w Toronto jako pierwsze dziecko amerykańskiego pisarza Ernesta Hemingwaya (ur. 21 lipca 1899 w Oak Park w Illinois, zm. 2 lipca 1961 w Ketchum w Idaho) i jego pierwszej żony Hadley Richardson (ur. 9 listopada 1891 w Saint Louis, zm. 22 stycznia 1979 w Lakeland na Florydzie). W dalszych latach doczekał się jeszcze dwóch braci ze związku ojca i jego drugiej żony Pauline Pfeiffer; Patricka Millera (ur. 28 czerwca 1928 w Kansas City w Missouri) i Gregory’ego Hancocka (ur. 12 listopada 1931 w Kansas City Jackson County w Missouri, zm. 1 października 2001 w Key Biscayne Miami-Dade County na Florydzie). Hemingway spędził wczesne lata w Paryżu i Alpach Austriackich, uczęszczanych przez pisarzy takich jak Francis Scott Fitzgerald, Gertrude Stein i Alice B. Toklas, którzy byli jego rodzicami chrzestnymi.

### College i służba wojskowa
Uczęszczał na University of Montana i Dartmouth College, lecz nie ukończył szkoły z powodu zwerbowania go do wojska zaraz po zamachu na Pearl Harbor. Był francuskojęzycznym porucznikiem w Biurze Służb Strategicznych (OSS). Pod koniec października 1944 roku został ranny i pojmany przez Niemców. Po II wojnie światowej stacjonował w Berlinie Zachodnim i Fryburgu Bryzgowijskim oraz Forcie Bragg w Karolinie Północnej. Był odznaczonym weteranem II wojny światowej, który spędził sześć miesięcy w niemieckim obozie jenieckim. W listopadzie 1944 roku został postrzelony w ramię i bark.
Hemingway wspominał relacje z ojcem w swoim pamiętniku Niepowodzenie rybaka: Moje życie bez taty (Misadventures of a Fly Fisherman: My Life With and Without Papa, 1986). Napisał również co trzy inne książki na temat połowów.

### Śmierć
Zmarł 1 grudnia 2000 w Weill Cornell Medical Center na Manhattanie, w wieku lat 77, z powodu komplikacji po operacji serca.

## Życie prywatne
25 czerwca 1949 roku w Paryżu Hemingway wziął ślub z Byrą Louise „Puck” Whittlesey (ur. 5 stycznia 1922), z udziałem Julii Child i Alice B. Toklas. Para miała trzy córki: Joan Hemingway „Muffet” (ur. 1950), Margaux Louise (ur. 16 lutego 1954 w Portland w stanie Oregon, zm. 1 lipca 1996 w Santa Monica w stanie Kalifornia z przedawkowania barbituranów w wieku 42 lat), która była modelką i aktorką, i Hadley Mariel (ur. 22 listopada 1961 w Mill Valley w stanie Kalifornia), która została aktorką.
Byra zmarła 24 czerwca 1988 na raka.

## Publikacje
- Hemingway, Jack (1986). Misadventures of a Fly Fisherman: My Life With and Without Papa. Dallas: Taylor Pub. Co.  ISBN 0-8783-3379-7
- Hemingway, Jack (2002). A Life Worth Living: The Adventures of a Passionate Sportsman. Guilford, Conn.: Lyons Press.  ISBN 1-58574-325-9